# Municipio de Hope (Illinois)
El municipio de Hope (en inglés: Hope Township) es un municipio ubicado en el condado de LaSalle en el estado estadounidense de Illinois. En el año 2010 tenía una población de 689 habitantes y una densidad poblacional de 7,32 personas por km².

## Geografía
El municipio de Hope se encuentra ubicado en las coordenadas 41°8′54″N 89°6′19″O / 41.14833, -89.10528. Según la Oficina del Censo de los Estados Unidos, el municipio tiene una superficie total de 94.18 km², de la cual 94,18 km² corresponden a tierra firme y (0 %) 0 km² es agua.

## Demografía
Según el censo de 2010, había 689 personas residiendo en el municipio de Hope. La densidad de población era de 7,32 hab./km². De los 689 habitantes, el municipio de Hope estaba compuesto por el 98,26 % blancos, el 0,15 % eran amerindios, el 1,16 % eran asiáticos, el 0,15 % eran de otras razas y el 0,29 % eran de una mezcla de razas. Del total de la población el 1,89 % eran hispanos o latinos de cualquier raza.